# Arctosa perita
Arctosa perita es una especie de araña araneomorfa del género Arctosa, familia Lycosidae. Fue descrita científicamente por Latreille en 1799.
Habita en Europa, África del Norte, Turquía, Cáucaso e Irán. Introducido a Canadá (suroeste de la Columbia Británica).